# Biscuiterie Belin
Pour les articles homonymes, voir Belin.
 (mai 2020).
Si vous disposez d'ouvrages ou d'articles de référence ou si vous connaissez des sites web de qualité traitant du thème abordé ici, merci de compléter l'article en donnant les références utiles à sa vérifiabilité et en les liant à la section « Notes et références ».
Belin est une marque française de biscuits qui, au fil des ans, est devenue une gamme de biscuits appartenant à LU, filiale de Danone, avant d'être cédée en 2007, au groupe américain Mondelez International (issu d'une scission de l'américain Kraft Foods).

## Historique
En 1902, Gustave Belin, patissier alors âgé de 25 ans, lance la « manufacture des biscuits Belin » à Bagnolet, France (au 17, rue Charles-Graindorge), avec un capital de 4 000 francs. Il se fait aider par son frère Camille qui avec son autre frère Raymond avait racheté la « société des spécialités Gondolo » qui fut mise en faillite en 1901. En 1912, la société s'agrandit en achetant un autre bâtiment au 19 rue Charles Graindorge à Bagnolet. La société en nom collectif « Belin Frères » est créée.
En 1920, la société anonyme Les Biscuits Belin est créée en association avec Émile Billet et Henri Gibier. Augmentation du capital et modernisation de l'usine. En 1923, l'administration et les magasins sont transférés au 138, avenue Gambetta à Bagnolet. Mais en 1929, la société fait faillite et l'usine de Bagnolet ferme.
En 1931, nouveau départ, Gustave Belin crée à Château-Thierry la Société Anonyme des Biscuits Belin en louant un ancien garage, 10 rue Henri Petit. Il s'aida des compétences de Raymond Dallemagne, un de ses anciens contremaîtres de Bagnolet son futur bras droit. De nouveaux biscuits sont créés. En 1939, le fondateur Gustave Belin meurt. Son fils Roger Belin lui succède, avec son beau-frère Louis Seysses, qui deviendra président de la société en 1952.
Pendant la guerre 1939-1945, refusant de servir l'occupant, l'usine se consacra à la fabrication de biscuits caséinés (à base d'albumine de lait) distribués dans les écoles et de pains de guerre destinés aux prisonniers. En 1948, le 1er four à bande de la société est mis en service, et c'est le début de la production en continu. En 1961, c'est l'ouverture d'une nouvelle usine à Château-Thierry. La société continue à innover avec la création de langues fondantes, de biscuits aux amandes, et du biscuit sablé chocolaté Pépito en 1961, ainsi que les premiers goûters fourrés en bande-portion. Les innovations sont portées notamment par Raymond Dallemagne.
En 1963, Belin est racheté par la National Biscuit Company (Nabisco), premier biscuitier américain. L'activité de la biscuiterie est marquée par des regroupements. En 1965 : Belin fusionne avec Gondolo, une société acquise en 1961 par Nabisco. La direction administrative et commerciale de Belin s'installe place de la Concorde à Paris. La société fait son entrée dans le salé avec les crackers Ritz et Triangolini de Nabisco puis lance en 1971 Chipster. Entretemps, en 1967, Belin rachète les Sodibel, des sociétés régionales de distribution, et assure désormais sa propre distribution.
En 1973, Nabisco construit une usine moderne et automatisée à Ris-Orangis, qui accueille les ouvriers de Gondolo de Maisons-Alfort pour se spécialiser dans la fabrication des produits salés. Château-Thierry se concentre sur de petites productions et assortiments sucrés, ce qui nécessite plus de main-d’œuvre. Les usines de Château-Thierry et de Ris-Orangis sont alors le cœur de Belin. Un Centre de Recherche et de formation « Raymond Dallemagne » est créé à Château-Thierry. Le site de Maisons-Alfort ferme en 1975. 
Par plusieurs acquisitions, Belin ouvre sa gamme à de nouveaux types de produits : rachat en 1983 de « Moulin de Jacobert », fabricant de produits surgelés, et du département produits surgelés du groupe Bahlsen. Association avec le pâtissier Lenôtre.
En 1989, la branche biscuits Europe de Nabisco est racheré par le groupe BSN, futur Danone et devient « Belin SA ». En 1990, la branche des surgelés est vendue, Belin se recentre sur le biscuit. En 1997, tous les biscuits Belin passent sous la marque LU. La société Belin n'existe plus en tant que telle, Belin devient une gamme de biscuits de la société LU.
En 2007,  La branche biscuit du groupe Danone est cédée à la société américaine Kraft Foods. En 2009, il ne reste de l'aventure industrielle de Gustave Belin, après diverses restructurations, que l'usine de Château-Thierry. Et en 2012 : à la suite d'une scission du groupe Kraft Foods, Belin est rattaché au nouveau groupe Mondelez International.
Fin janvier 2024, le groupe Mondelez International annonce vouloir fermer l'usine de Château-Thierry à l'horizon fin 2025. Les raisons invoquées sont une flambée des coûts de production et une moindre compétitivité, comparé aux autres sites du groupe en Europe. L'usine de Château-Thierry est entièrement destinée à la production de Pépito.

## Identité visuelle

Ancien logo de Belin dans les années 1990 au 3 décembre 1999.
Ancien logo de Belin du 4 décembre 1999 au 16 mai 2011.
Ancien logo de Belin du 17 mai 2011 à 2016.
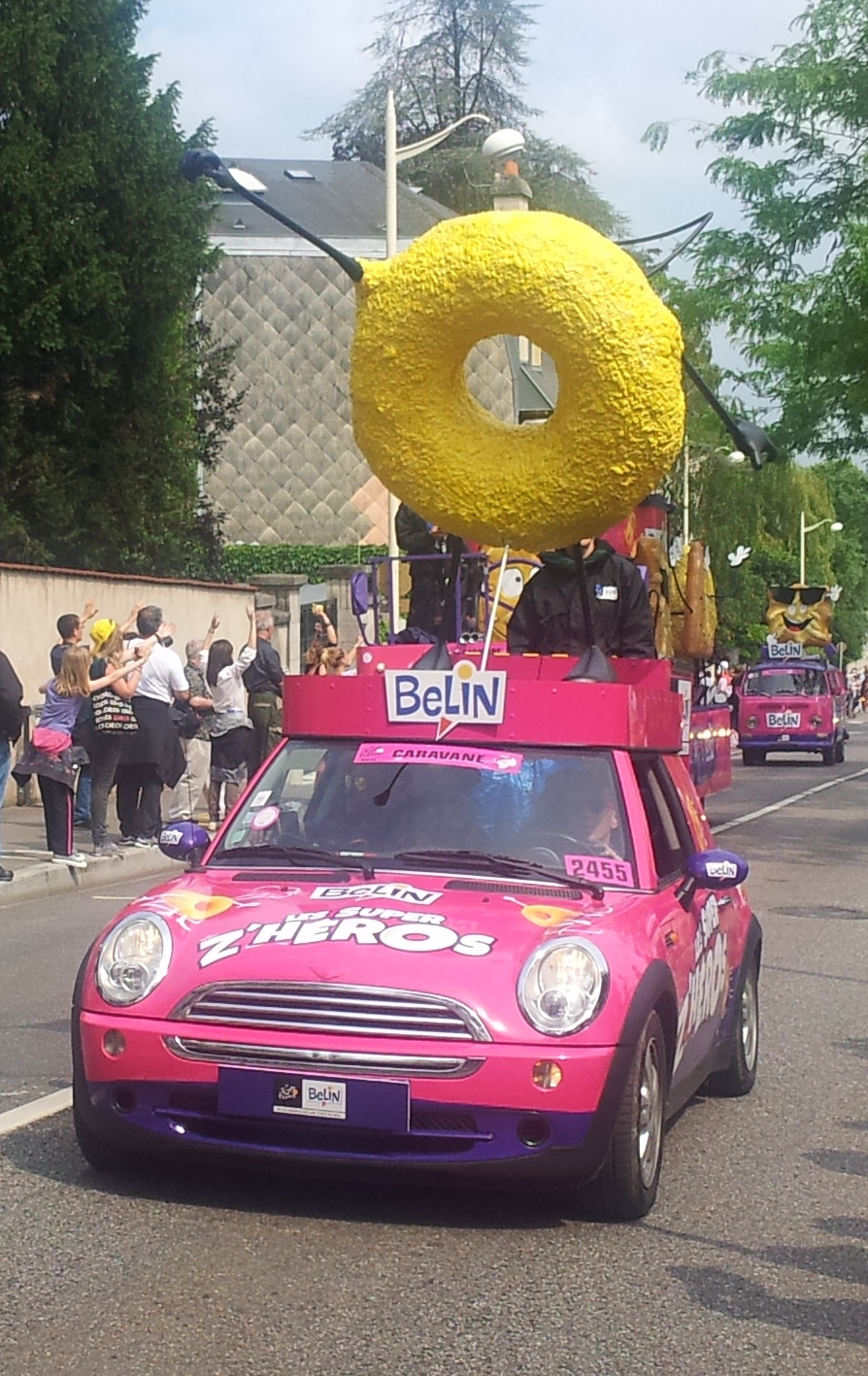
Véhicule publicitaire de la caravane du Tour de France 2014.
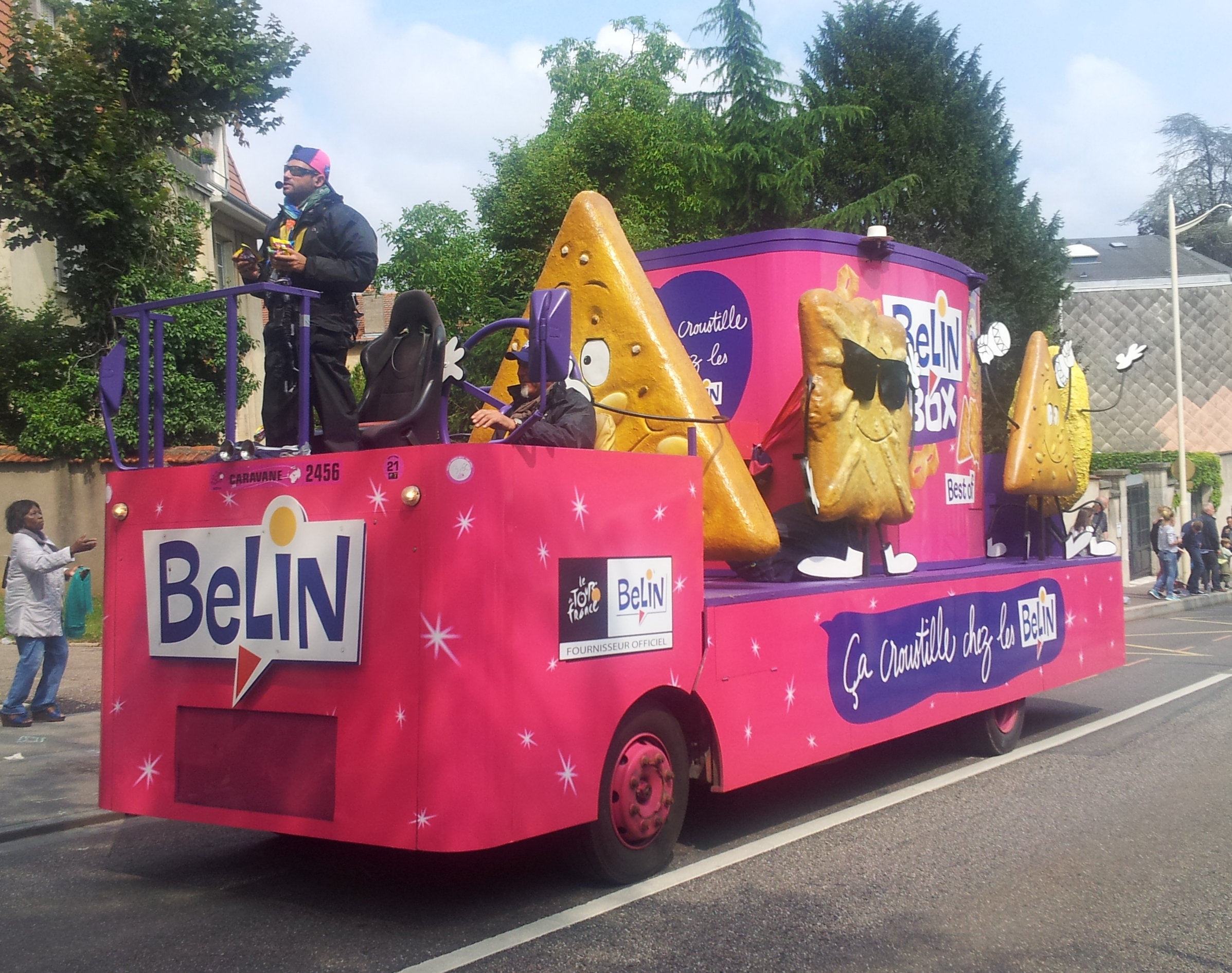
Véhicule publicitaire de la caravane du Tour de France 2014.